# Sirosoma bakeri
Sirosoma bakeri är en insektsart som beskrevs av Mcatee 1933. Sirosoma bakeri ingår i släktet Sirosoma och familjen dvärgstritar. Inga underarter finns listade i Catalogue of Life.